# Lou Palanca
Lou Palanca è un collettivo di scrittori italiano, attivo nel campo della narrativa.

## Formazione
Il collettivo nasce nel 2010, quando un gruppo di intellettuali di origine calabrese si coagula nel lavoro di ricerca e scrittura per realizzare quello che poi è divenuto il primo romanzo pubblicato con questo pseudonimo. Data la mutevolezza del proprio organico, il collettivo si autodefinisce "a geometria variabile".

## Significato del nome
Il nome Lou si riferisce sia a Luther Blissett, pseudonimo collettivo utilizzato da un numero imprecisato di performer, artisti e riviste negli anni 1990, sia a Luigi, nome dei protagonisti dei primi due romanzi del collettivo. Il cognome Palanca omaggia invece la figura di Massimo Palanca, attaccante del Catanzaro negli anni 1970 e 1980, specialista nelle marcature da calcio d'angolo.

## Stile
Le opere firmate Lou Palanca hanno quasi sempre ambientazioni almeno in parte calabresi e sono tendenzialmente contrassegnate da un'espressione corale, con diversi personaggi protagonisti. Varie sono le voci narranti, alternate tra prima e terza persona. Differenti sono le declinazioni linguistiche e frequenti gli scarti spaziali e temporali. La produzione si ascrive perlopiù alla tipologia della non fiction novel, per la quale il racconto è sovente integrato da inserti di natura storico-documentale. Con Padre vostro viene sperimentata una nuova strada di crossover stilistico tra saggio e racconto, nella quale a narrare in prima persona è lo stesso autore collettivo.

## Opere

### Romanzi
- Blocco 52. Una storia scomparsa, una città perduta, Soveria Mannelli, Rubbettino Editore, 2012 ISBN 9788849834659
- Ti ho vista che ridevi[1], Soveria Mannelli, Rubbettino Editore, 2015 ISBN 9788849844672
- A schema libero[2], Soveria Mannelli, Rubbettino Editore, 2017 ISBN 9788849852080
- Il morzello di Nancy Harena, Bra, Slow Food Editore, 2018 ISBN 9788884995230
- Mistero al cubo, Soveria Mannelli, Rubbettino Editore, 2019 ISBN 9788849860382
- Padre vostro, Soveria Mannelli, Rubbettino Editore, 2021 ISBN 9788849866285

### Racconti
- Vuoi ballare il fandango?, nel IV volume dell'opera collettiva Tifiamo Scaramouche sul sito della Wu Ming Foundation, giugno 2015[3]
- Il brigatista pop, sul sito mazproject.org, gennaio 2016

## Riconoscimenti
Il romanzo Ti ho vista che ridevi è risultato vincitore per la sezione narrativa della XIII edizione del Premio "Giacomo Matteotti", indetto dalla Presidenza del Consiglio dei Ministri, tra i vincitori della LIII edizione del Premio "Calabria", nonché finalista ai premi "Parole di terra" 2015 e "Tropea", decima edizione.